# Trélissac
Trélissac é uma comuna francesa na região administrativa da Nova Aquitânia, no departamento Dordonha. Estende-se por uma área de 22,89 km². Em 2010 a comuna tinha 7 023 habitantes (densidade: 306,8 hab./km²).